# Долнодраглищка чешма
Чешмата паметник в Долно Драглище е военен паметник чешма, разположена на малък площад в южния край на селото. Построена е през 2005 година с дарение от Кирил Боянов.